# Friona aurangabadensis
Friona aurangabadensis är en stekelart som beskrevs av B.V. Patil och Nikam 1997. Friona aurangabadensis ingår i släktet Friona och familjen brokparasitsteklar. Inga underarter finns listade i Catalogue of Life.